# Chloe Moran
Chloe Moran (Adelaide, 16 november 1998) is een Australisch wielrenster die zowel op de weg als de baan rijdt.

## Carrière
Moran nam in 2016 voor het eerst deel aan de Oceanische kampioenschappen baanwielrennen bij de elite. Ze eindigde bij de puntenkoers net buiten het podium op een vierde plaats. Een jaar later won ze op het zelfde kampioenschap haar eerste medaille; bij de ploegenachtervolging reed ze samen met Breanna Hargrave, Danielle McKinnirey en Maeve Plouffe naar het brons. Haar eerste deelname aan de WK was in 2022. Ze reed de ploegenachtervolging, scratch en puntenkoers. Op de Gemenebestspelen van hetezelfde jaar won ze bij de ploegenachtervolging goud, ditmaal reed ze die met Georgia Baker, Sophie Edwards en Plouffe. Individueel won Moran hier geen medailles. Ze reed in 2024 drie onderdelen op de Olympische Zomerspelen, met als beste klassering een zevende plaats bij de ploegenachtervolging.
Op de weg won Moran in 2016 het Oceanisch kampioenschap op de weg voor junioren, in de sprint was ze voor onder meer Mikayla Harvey te snel. Daarnaast reed Moran enkele jaren voor de continentale wielerploeg Ara-Skip Capital.

## Palmares

### Baanwielrennen
| Jaar | AK                                           | OK                                                                                  | WK                                                            | Overige |
| ---- | -------------------------------------------- | ----------------------------------------------------------------------------------- | ------------------------------------------------------------- | --- |
| 2016 |                                              | 4e puntenkoers 5e scratch 9e koppelkoers                                            |                                                               | |
| 2017 | 8e achtervolging                             | ploegenachtervolging · puntenkoers · 5e scratch                                     |                                                               | |
| 2018 |                                              |                                                                                     |                                                               | |
| 2019 | 8e koppelkoers                               |                                                                                     |                                                               | |
| 2020 |                                              |                                                                                     |                                                               | |
| 2021 | puntenkoers · scratch                        |                                                                                     |                                                               | |
| 2022 | omnium · puntenkoers · koppelkoers · scratch | afvalkoers · puntenkoers · koppelkoers · scratch · 5e omnium                        | 4e ploegenachtervolging 6e scratch 20e puntenkoers            | Gemenebestspelen: · ploegenachtervolging · 6e scratch · 7e puntenkoers · NC Milton: · koppelkoers · ploegenachtervolging |
| 2023 | puntenkoers · scratch                        | omnium · ploegenachtervolging · puntenkoers · scratch · koppelkoers · 5e afvalkoers | 5e ploegenachtervolging 13e scratch 19e afvalkoers 20e omnium | |
| 2024 | puntenkoers · scratch                        |                                                                                     |                                                               | Olympische Spelen: · 7e ploegenachtervolging · 23e keirin · 27e sprint · NC Adelaide: · ploegenachtervolging             |
| 2025 | 4e keirin 8e sprint                          |                                                                                     |                                                               | |

### Wegwielrennen
2016
 Oceanisch kampioene op de weg, junioren
 Oceanisch kampioenschap tijdrijden, junioren
 Australisch kampioenschap op de weg, junioren
 Australisch kampioenschap tijdrijden, junioren